# 芬普富尔

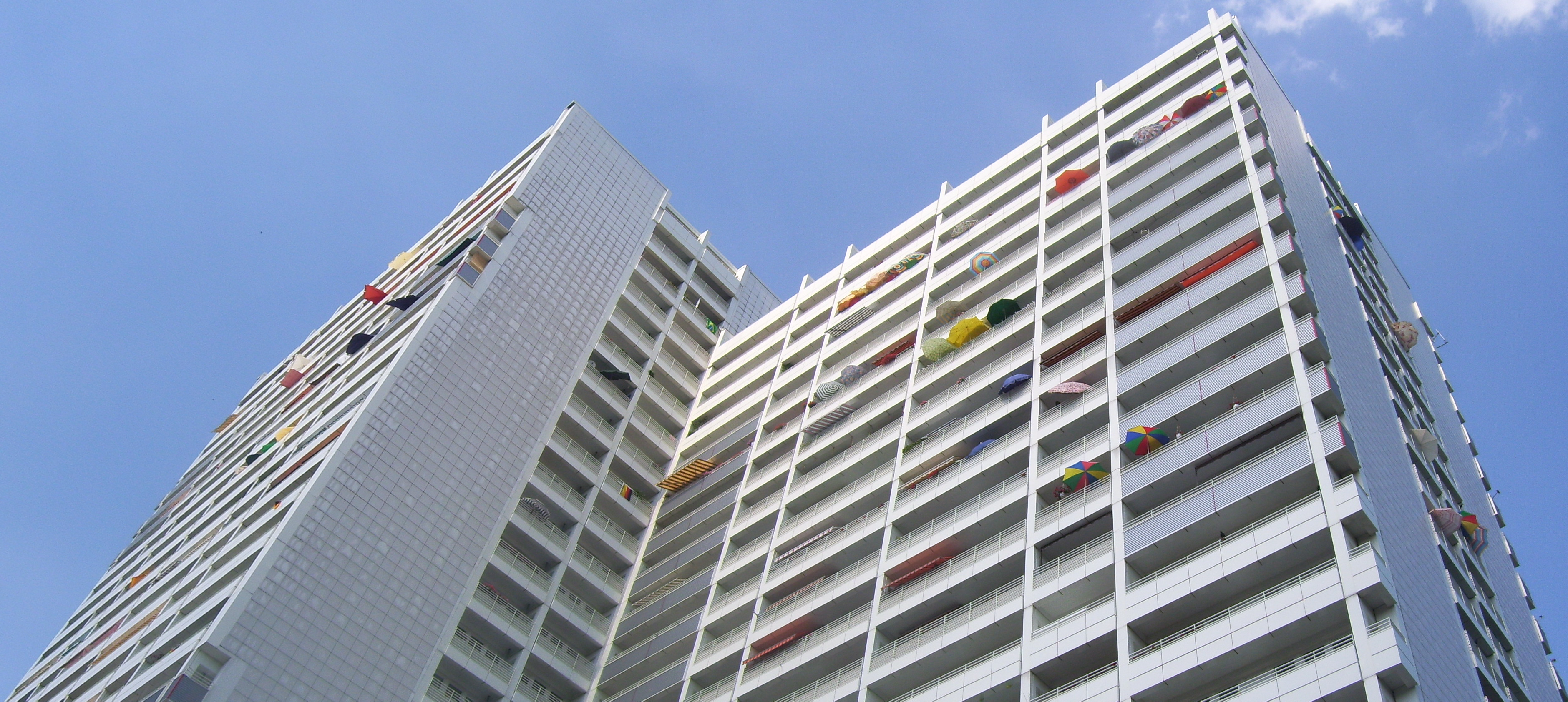
安东·塞夫科广场（Anton-Saefkow-Platz）的摩天大楼

芬普富尔（德語：Fennpfuhl，德語：[ˈfɛnˌp͡fuːl] ⓘ）是德国柏林利希滕贝格区的下属区。